# 第17装甲擲弾兵旅団 (ドイツ連邦陸軍)
第17装甲擲弾兵旅団（だい17そうこうてきだんへいりょだん、ドイツ語：Panzergrenadierbrigade 17）は、ドイツ連邦陸軍の旅団の一つ。第6装甲擲弾兵師団隷下にあって、旅団司令部を自由ハンザ都市ハンブルクに置き、旅団隷下部隊は南部シュレースヴィヒ＝ホルシュタイン州一帯に駐屯していた。本旅団はハンブルク市から「家族旅団（Hausbrigade）」として扱われていた。

## 歴史

### 第2次編制
1959年、A3戦闘群、A6戦闘群およびB6戦闘群のそれぞれ一部が結合し旅団が編成され、ハンブルクに司令部が置いて第6装甲擲弾兵師団隷下となる。陸軍第2次編制期の旅団隷下部隊は以下のとおりであった。
- 旅団司令部中隊（1959年編成）
- 第171装甲擲弾兵大隊（1959年編成）
- 第172装甲擲弾兵大隊（1959年編成）
- 第173装甲擲弾兵大隊（1956年編成の第3装甲擲弾兵大隊）
- 第174戦車大隊（1959年編成の第3戦車大隊）
- 第176補給大隊（1959年編成）
- 第177砲兵大隊（1959年編成、1967年に第177装甲砲兵大隊に改編）
- 第617装甲擲弾兵大隊（1960年編成）
- 第170装甲偵察中隊（1959年編成）
- 第170駆逐戦車中隊（1959年編成）
- 第170装甲工兵中隊（1960年編成）

### 第3次編制
1970年、第16装甲擲弾兵旅団の第163装甲擲弾兵大隊がフレンスブルクからリューベックへの移駐により第172猟兵大隊が旅団隷下におさまる。1972年に第176補給大隊は解体され、新たに第170整備中隊と第170補給中隊が編成される。陸軍第3次編制の枠組みにおいて第617猟兵大隊（機器部隊）は第171猟兵大隊に改称される。

### 第4次編制
陸軍第4次編制期の1980年における旅団隷下部隊は以下のとおり。
- 旅団司令部中隊
- 第171装甲擲弾兵大隊
- 第172装甲擲弾兵大隊
- 第173装甲擲弾兵大隊
- 第174戦車大隊
- 第177装甲砲兵大隊
- 第64野戦予備大隊
- 第170駆逐戦車中隊
- 第170装甲工兵中隊
- 第170整備中隊
- 第170補給中隊
- 旅団偵察小隊

1981年に第171装甲擲弾兵大隊は第171混成装甲擲弾兵大隊に改編される。1980年に第170駆逐戦車中隊（バート・ゼーゲベルク）が第18装甲旅団に配転され、これに合わせて新たにリューベックにて第170駆逐戦車中隊が再編成される。1992年に第170装甲工兵中隊と第171装甲擲弾兵大隊は解隊される。同じく1992年に第172装甲擲弾兵大隊は第18装甲旅団に配転する。第173装甲擲弾兵大隊は第7装甲旅団に、第174装甲擲弾兵大隊は第16装甲擲弾兵旅団にそれぞれ配転される。1993年、最終的に第177装甲砲兵大隊を残して旅団は解隊する。

## 歴代旅団長
| 代 | 氏名                                                          | 着任          | 離任           |
| -- | ------------------------------------------------------------- | ------------- | -------------- |
| 1  | エックハルト・ライヒェル陸軍准将 Eckart Reichel               | 1959年2月1日  | 1962年7月31日  |
| 2  | ヴェルナー・ヨハネス陸軍大佐 Werner Johannes                  | 1962年8月1日  | 1965年9月30日  |
| 3  | ユルゲン・シュレーダー陸軍大佐 Jürgen Schröder                | 1965年10月1日 | 1967年9月30日  |
| 4  | クルト・フォン・ヴィッセンドルフ陸軍大佐 Curt von Witzendorff | 1967年10月1日 | 1970年3月31日  |
| 5  | ホルスト・ヴェナー陸軍准将 Horst Wenner                       | 1970年4月1日  | 1972年10月31日 |
| 6  | ガルヴィン・シュレーダー陸軍准将 Gerwin Schröder              | 1972年11月1日 | 1980年3月31日  |
| 7  | ヤーン・ズィダー陸軍大佐 Jörn Söder                           | 1980年4月1日  | 1982年9月30日  |
| 8  | ゲルト・ヴェルスト陸軍大佐 Gert Verstl                        | 1982年10月1日 | 1984年9月30日  |
| 9  | マンフレート・アイゼレ陸軍准将 de:Manfred Eisele              | 1984年10月1日 | 1988年12月31日 |
| 10 | ディーター・ファーヴィック陸軍大佐 Dieter Farwick             | 1989年1月1日  | 1991年3月31日  |
| 11 | ハンス＝ユルゲン・レンナック陸軍大佐 Hans-Jürgen Rennack      | 1991年4月1日  | 1993年3月31日  |